# Andrena subspinigera
Andrena subspinigera är en biart som beskrevs av Cockerell 1917. Andrena subspinigera ingår i släktet sandbin, och familjen grävbin. Inga underarter finns listade i Catalogue of Life.